# آنا بورفيروغينيتا
آنا بورفيروغينيتا (باليونانية: Άννα Πορφυρογεννήτη، بالروسية: Анна Византийская، بالأوكرانية: Анна Порфірогенета؛ 13 مارس 963 – 1011) كانت أميرة كييف الكبرى وزوجة الأمير فلاديمير العظيم.
كانت آنا ابنة الإمبراطور البيزنطي رومانوس الثاني والإمبراطورة ثيافونو. كانت أيضًا أخت الإمبراطور باسيل الثاني بولغاروكتونوس (قاتل بولغار) و‌قسطنطين الثامن. كانت آنا من عائلة بورفيروغينيتا، وهي ابنة شرعية ولدت في الغرفة الأرجوانية بقصر الإمبراطور البيزنطي. اعتُبر زواج آنا بمثابة جائزة لدرجة أن البعض افترض أن فلاديمير أصبح مسيحيًا فقط ليتزوجها.
لم ترغب آنا في الزواج من فلاديمير وأعربت عن حزنها الشديد في طريقها لحضور حفل زفافها. تأثر فلاديمير بالممارسات الدينية البيزنطية. أدى هذا العامل، إلى جانب زواجه من آنا، إلى قراره بالتحول للمسيحية الشرقية. بسبب هذين العاملين، بدأ أيضًا في تنصير مملكته. من خلال الزواج من الأمير الكبير فلاديمير، أصبحت آنا أميرة كييف الكبرى، ولكن في الممارسة العملية، تمت الإشارة إليها باسم الملكة أو القيصرة، ربما كعلامة على عضويتها في البيت البيزنطي الإمبراطوري. شاركت آنا بنشاط في تنصير كييف روس: عملت كمستشارة دينية لفلاديمير وأسست بنفسها عددًا قليلاً من الأديرة والكنائس. من غير المعروف ما إذا كانت الأم البيولوجية لأي من أطفال فلاديمير، على الرغم من أن بعض العلماء أشاروا إلى أدلة على أنها وفلاديمير ربما أنجبا ما يصل إلى ثلاثة أطفال معًا. يقول المؤرخ الفرنسي جان بيير أريجنون إن ياروسلاف الحكيم كان في الواقع ابن آنا، لأن هذا من شأنه أن يفسر تدخله في الشؤون البيزنطية عام 1043. تم دعم هذا الرأي من خلال دراسة بقايا ياروسلاف التي أجريت في 1939-1940، والتي من شأنها أن تضعه بين أصغر أطفال فلاديمير (مع 986 كتاريخ ميلاده التقديري). علاوة على ذلك، أمومة روغنيدا من بولوتسك لياروسلاف قد افتُرضت من قِبل نيكولاي كوستوماروف في القرن التاسع عشر.